# Sân vận động Hard Rock
Sân vận động Hard Rock (tiếng Anh: Hard Rock Stadium) là một sân vận động bóng bầu dục Mỹ nằm ở Miami Gardens, Florida, một thành phố ở phía bắc Miami. Đây là sân nhà của Miami Dolphins của National Football League (NFL). Sân vận động Hard Rock cũng là nơi tổ chức các trận đấu của đội Miami Hurricanes trong mùa giải thường xuyên của họ. Ngoài ra, cơ sở còn tổ chức Orange Bowl, một trận đấu bowl bóng bầu dục đại học hàng năm. Đây là sân nhà của Florida Marlins của Major League Baseball (MLB) từ năm 1993 đến năm 2011. Từ năm 2019, sân vận động là nơi tổ chức giải quần vợt Miami Open, diễn ra vào tháng 3.
Sân vận động đã tổ chức sáu trận Super Bowl (XXIII, XXIX, XXXIII, XLI, XLIV và LIV), Pro Bowl 2010, hai World Series (1997 và 2003), bốn Trận đấu vô địch quốc gia BCS (2001, 2005, 2009, 2013), vòng hai của World Baseball Classic 2009, và WrestleMania XXVIII. Sân vận động sẽ tổ chức College Football Playoff National Championship vào năm 2021, cũng như đã "đồng ý về nguyên tắc" để tổ chức Giải đua ô tô Công thức 1 Miami vào năm 2021.
Cơ sở được khánh thành vào năm 1987 với tên gọi Sân vận động Joe Robbie và đã được biết đến với một số cái tên kể từ đó: "Pro Player Park", "Sân vận động Pro Player", "Sân vận động Dolphins", "Sân vận động Dolphin", "Sân vận động Land Shark" và "Sân vận động Sun Life". Vào tháng 8 năm 2016, sân đã bán quyền đặt tên cho Hard Rock Cafe Inc. với giá 250 triệu đô la trong vòng 18 năm.